# Prêmio Maestro Guerra-Peixe de Cultura
O Prêmio Maestro Guerra-Peixe de Cultura, também conhecido simplesmente por Prêmio Maestro Guerra-Peixe, é o mais importante reconhecimento do cenário cultural da cidade de Petrópolis, e o principal prêmio de cultura do interior do estado do Rio de Janeiro. O nome do prêmio é uma homenagem ao maestro e compositor César Guerra-Peixe, um dos mais importantes músicos brasileiros do Século XX. Por conta disso, a solenidade de entrega acontece sempre no dia 18 de março, que é a data de aniversário do César Guerra-Peixe.
O prêmio foi criado em 2009 por iniciativa da Prefeitura Municipal de Petrópolis através da Fundação de Cultura e Turismo com o objetivo de homenagear os principais agentes culturais do município.